# Фиск (Мисури)
Фиск (енгл. Fisk) град је у америчкој савезној држави Мисури.

## Демографија
По попису из 2010. године број становника је 342, што је 21 (-5,8%) становника мање него 2000. године.
| Група             | 2000.       | 2010.       |
| Белци             | 354 (97,5%) | 339 (99,1%) |
| Афроамериканци    | 3 (0,8%)    | 0 (0,0%)    |
| Азијати           | 0 (0,0%)    | 0 (0,0%)    |
| Хиспаноамериканци | 3 (0,8%)    | 1 (0,3%)    |
| Укупно            | 363         | 342         |